# Kurów (Bochnia)
Kurów – osiedle Bochni położone w południowo-wschodniej części miasta.
Jest jedną z 14 jednostek pomocniczych Bochni. Do 1973 roku była to osobna wieś.

## Położenie
Osiedle położone jest w południowo-wschodniej części miasta i sąsiaduje z:
- od północy: osiedlem Krzęczków-Łychów, osiedlem św. Jana-Murowianka, osiedlem Uzbornia
- od południa: Kopalinami, Wiśniczem Małym
- od wschodu: Brzeźnicą
- od zachodu: osiedlem Dołuszyce.

## Nazwa
Nazwa wsi pochodzi od właściciela tych ziem – Klemensa Kurowskiego.

## Historia
Początki Kurowa jako osady wiejskiej, sięgają XIII wieku, a pierwsze spisane dokumenty pochodzą z 1308 i 1311 roku, gdzie jako właściciela wsi, wymienia się w nich rycerza noszącego imię Siestrzemił. Po nim około roku 1370, wieś przypadła najpewniej drogą spadku rycerzowi Klemensowi – kasztelanowi żarnowskiemu, który od jej nazwy przybrał nazwisko Kurowski. Zachowane dokumenty świadczą, że w roku 1392, występuje ów rycerz jako właściciel Kurowa.
Po jego śmierci, synowie rzadko przebywali w tym miejscu. Ostatecznie po śmierci Piotra, syna Klemensa, wieś przeszła w ręce Pileckich. Przed rokiem 1507, władza nad wsią spoczęła na rękach Stanisława Kmity. Odtąd Kurów był pod władzą kolejnych właścicieli Zamku w Wiśniczu.
Zachowane w miejscowym nazewnictwie do dziś nazwy terenowe, związane z dawnymi właścicielami wsi jak: kokoci zamek, czy też gródek, świadczą o istotnej roli, jaką niegdyś odgrywała ta miejscowość położona przy ważnym szlaku komunikacyjnym, prowadzącym z Węgier do Krakowa i na północ kraju.

## Ludzie urodzeni w Kurowie
- Mikołaj Kurowski (ur. ok. 1355, zm. 1411), arcybiskup gnieźnieński i kanclerz wielki koronny
- Czesław Szperka (ur. 1897), oficer Wojska Polskiego

## Komunikacja
Przebiegają tędy linie autobusowe BZK o numerach: 3 i 9 oraz RPK o numerach:9 i 12.